# 沖縄県立南風原高等学校
沖縄県立南風原高等学校（おきなわけんりつ はえばるこうとうがっこう）は、沖縄県島尻郡南風原町字津嘉山にある県立高等学校。通称は「バル高」（ばるこう）。

## 設置学科
全日制普通科に普通総合、郷土文化、教養ビジネスの3コースを設置しており、募集もコースごとに行っている。なお、普通総合コースは進学を目指す特進クラス（1クラス）と、多様な進路に対応する普通総合クラス（4クラス）に分かれている。かつては体育コースも設置していた。
郷土文化コースでは県内で唯一、沖縄の伝統文化・芸能を学ぶことができ、三線、琉球舞踊、琉球空手などの授業が開講されている。年に一度、郷土文化コースと郷土芸能部の定期公演が行われる。

## 沿革
- 1976年4月1日 - 開校。普通科を設置。

## 著名な卒業生
- 伊禮俊一（シンガーソングライター）
- 前田ロマーシア (タレント)
- 仲座健太（お笑い芸人）

## 交通

### バス
| 運行事業者 | 路線・系統                                                             | 下車停留所        |
| ---------- | ---------------------------------------------------------------------- | ----------------- |
| 那覇バス   | 15番・寒川線                                                           | 一日橋、徒歩5分。 |
| 東陽バス   | 30番・泡瀬東線 37番・那覇新開線 38番・志喜屋線 191番・城間（一日橋）線 | 一日橋、徒歩5分。 |
| 沖縄バス   | 39番・南城線 40番・大里線                                              | 一日橋、徒歩5分。 |